# Грольман, Лев Владимирович
Лев Владимирович Грольман (19 апреля 1941, Казань — 11 августа 2022, Казань) — советский, российский шахматный композитор. Международный мастер по шахматной композиции (2015). Инженер, изобретатель.

## Биография
Лев Владимирович Грольман родился 19 апреля 1941 года в г. Казани.
Л. В. Грольман посвятил свою научно-производственную деятельность разработке порохов и зарядов для самых различных видов вооружения, защитил кандидатскую диссертацию (1969) и работал начальником лаборатории в ГосНИИ химических продуктов. Автор более 130 научных трудов и 95 изобретений. За плодотворную изобретательскую деятельность в 1985 году ему присвоено почётное звание «Заслуженный изобретатель РСФСР», под его редакцией выпущен сборник «Пороховая коллекция России».
За успехи в области проектирования, разработки и внедрения пороховых зарядов для военных комплексов Л. В. Грольман награждён орденами «Знак Почёта», «Трудового Красного Знамени», медалью «300 лет Российскому флоту» и серебряными медалями «Александра Суворова» и «Александра Невского». В 2001 году он удостоен премии Правительства РФ.
Шахматной композицией Л. В. Грольман начал заниматься ещё в школьные годы. Первые его шахматные задачи печатались в «Пионерской правде». Первое отличие — пятый почетный отзыв — получено в 1961 году на IV Всесоюзном конкурсе газеты «Червоний гірник». Затем в его шахматной деятельности был длительный перерыв.
Серьёзное занятие шахматной композицией следует отнести к середине 80-х годов, когда проблемистов Татарстана объединила созданная Станиславом Галиакберовым комиссия по шахматной композиции. В это время, по аналогии с московскими коллегами, любители шахматной композиции собирались на традиционные понедельники в казанском шахматном клубе. На этих сборах царила дружеская творческая атмосфера и задавал тон Рашид Гарифович Пономарёв, патриарх шахматной композиции Татарстана, широко известный ещё в довоенные годы. У настенной шахматной доски он в окружении единомышленников демонстрировал свои задумки и новые идеи. Затем уступал место коллегам и дискуссия продолжалась. Увлечённых шахматной композицией в Республике Татарстан было тогда немного, но стабильно посещали «понедельники» отец и сын Галиакберовы, Р. Г. Пономарёв и его однофамилец решатель В. В. Пономарёв, Л. В. Ярош, Ю. И. Косолапов, Л. В. Грольман, В. И. Прыгунов и другие. Композиторы Татарстана, тщательно готовясь, участвовали во всех командных первенствах России. В то время в распоряжении коллектива не было вычислительных машин, потому задачи проверялись «живым компьютером» Владимиром Васильевичем Пономарёвым, и довольно успешно, найденные им дефекты быстро устранялись всей командой.

## Успехи
Трёхкратный чемпион мира по шахматной композиции в составе сборной России. Ученик Станислава Кабировича Галиакберова.
Л. В. Грольманом опубликовано около 450 шахматных задач различных жанров, отличиями на конкурсах отмечено более 250 произведений, 25 первых призов, 17 задач в Альбомах ФИДЕ. Один из его любимых жанров шахматной композиции — миниатюра. Около 100 малофигурных задач участвовали в различных конкурсах и получили отличия разных рангов. Более 10 лет Л. В. Грольман входил в чисто пяти лучших миниатюристов мира по итогам пяти международных чемпионатов миниатюристов за период 1988—2001 гг.
Л. В. Грольман — чемпион СССР в командных соревнованиях, а в составе сборной России — бронзовый призер V чемпионата мира. В трех последующих VI, VII и VIII командных чемпионатах мира по шахматной композиции Лев Владимирович стал чемпионом мира в составе сборной России.
За эти достижение ему было присвоено звание Заслуженный мастер спорта Республики Татарстан.
Лев Владимирович весьма положительно относится к коллективному творчеству. Ему нравится сам процесс рождения шахматных произведений при работе с соавторами, в результате которого качество задач выше и по форме, и по содержанию. Целый ряд шахматных задач Л. В. Грольмана вошли в Альбомы России, Альбомы ФИДЕ, дополнения («ANNEXE») к Альбомам ФИДЕ.
В начале 90-х годов в шахматном творчестве Л. В. Грольмана произошел резкий крен в сторону сказочных шахмат. Это опять неутомимый Рашид Гарифович Пономарёв всколыхнул весь небольшой коллектив шахматных композиторов Татарстана. Он полностью сменил ориентацию и перешёл на составление сказочных задач, пропагандировал прелести этого жанра и его большие возможности по реализации неординарных замыслов, которые неосуществимы в ортодоксальных произведениях.
Лев Владимирович не заставил себя долго ждать и сразу включился в изучение сказочных глубин. Он составил и опубликовал более 50 задач различного сказочного содержания, часть из них в соавторстве. Ряд задач отмечены призами, почетными и похвальными отзывами.
За команду России Л. В. Грольман выступал в V, VI, VII, VIII первенствах мира по композиции.
В VI WCCT 1998—2000 гг. его задача в соавторстве с Г. А. Евсеевым обосновалась в середине финальной группы сказочных композиций. В VII WCCT 2001—2004 гг. совместная задача Л. В. Грольмана и Л. В. Яроша заняла первое место в разделе сказочных задач, опередив произведения известных зарубежных профессионалов жанра.
Приобретённый опыт создания ортодоксальных композиций и большая интеллектуальная фантазия — вот компоненты, обусловившие успешное выступление Л. В. Грольмана в конкурсах сказочных задач. Он является первооткрывателем таких оригинальных сказочных жанров, как Казанские шахматы и Татарстанские шахматы, прошедшие апробацию в зарубежной печати.
Мастер ФИДЕ по шахматной композиции с 2010 года.
В 2015 году занял первое место на 4-м Кубке мира ФИДЕ по составлению шахматных композиций.

## О человеке
Л. В. Грольман добрый, отзывчивый человек, всегда готов прийти на помощь друзьям, товарищам. Обладая чувством юмора, он считает, что в любых аспектах бытия, творчества, юмор выступает как необходимый жизненный компонент, помогающий расслабиться, создать хорошее настроение. Не случайно в арсенале шахматного творчества Л. В. Грольмана видное место занимают шахматные задачи-шутки с необычными фантазиями, вызывающими улыбку. Находиться в компании с Львом Владимировичем приятно и интересно, за разговором незаметно проходит время, и ты всегда почерпнешь что-то новое и жизненно необходимое.

У Льва Владимировича Грольмана высокий творческий потенциал и хочется пожелать ему успехов в трудовой деятельности и в развитии шахматного искусства.— Леонид Ярош, Из вступительной статьи к книге Л. В. Грольмана «Под знаком Каиссы» (Избранные задачи и этюды).